# Associazione Sportiva Dilettantistica Elpidiense Cascinare
L'Associazione Sportiva Dilettantistica Elpidiense Cascinare ou A.S.D. Elpidiense Cascinare est un club de football italien basé à Sant'Elpidio a Mare, dans la province de Fermo, dans la région des Marches.
Fondé en 1930, le club évolue actuellement en Campionato Eccellenza, 5e division dans la hierarchie des championnats italiens.

## Histoire
Elpidiense de toutes ses années n'a jamais participé à la Série A (première division du Calcio). Le club a participé de 1980 à 1982 à la Série B, mais il n'a jamais pu franchir le dernier palier.
Le club a été mêlé au scandale des matchs truqués lors de la saison 2006/2007 et a donc logiquement commencé la saison 2007/2008 avec 7 points de pénalité.

## Anciens grands joueurs
- Enrico Albertosi gardien de but